# Resolucija varnostnega sveta Združenih narodov št. 1325
Resolucija varnostnega sveta Združenih narodov št. 1325 je soglasno sprejel Varnostni svet Združenih narodov dne 31. oktobra 2000, po tem, ko opozarja resolucije 1261 (1999), 1265 (1999), 1296 (2000) in 1314 (2000) je Svet pozval k sprejetju vidika spola, ki je vključeval posebne potrebe žensk in deklet v času vrnitve in preselitve, rehabilitacije, reintegracije in pokonfliktno obnovo. 
To je bil prvi uradni in pravni dokument iz Varnostnega sveta Združenih narodov, ki zahteva od strani v konfliktu, naj spoštujejo pravice žensk ter za podporo njihovega sodelovanja v mirovnih pogajanjih in obnovi po koncu konfliktov. Resolucija je bila na pobudo Netumbo Nandi-Ndaitwah, minister za ženske zadeve v Namibiji, ko je država sprejela svoj razvoj, predseduje Varnostnemu svetu. 
Po lobiranju več deset ženskih organizacij in Združenih sklada narodov za razvoj za ženske (UNIFEM) je bil sklep soglasno sprejet. 

## Resolucija

### Ugotovitve
Varnostni svet je zaskrbljen glede civilistov v oboroženih spopadih, zlasti žensk in otrok, ki so predstavljale večino žrtev, pa so vse bolj usmerjeni v oboroženih elementih. To pa je vplivalo na možnosti za mir in spravo. Ženske igrajo pomembno vlogo pri preprečevanju in reševanju konfliktov, zato je bilo pomembno, da so bile prav tako vpletene v proces vzdrževanja mednarodnega miru in varnosti. Prav tako je Varnostni svet priznal potrebo po sprejetju načela enakosti spolov v mirovnih operacij ter usposabljanju osebja o pravicah žensk.

### Zahteve resolucije
Resolucija zahteva od vseh držav, da bi večjo zastopanost žensk na vseh ravneh  Generalni sekretar Kofi Annan je zahteval, da povečanje udeležbe žensk na odločanje ravni v reševanju sporov in mirovnem procesu;. Imenuje več žensk kot posebnih predstavnikov in odposlanci, in razširiti svojo vlogo v mirovnih operacijah, še posebej med vojaškimi opazovalci, policije, človekovih pravic in humanitarnega osebja. V zvezi s tem je Svet izrazil pripravljenost, da vključitve vidika spolov v mirovnih operacijah. 
Varnostni svet je pozval vse vpletene strani v pogajanjih in izvajanju mirovnih sporazumov, da mora upoštevati posebne potrebe žensk in deklet v oboroženih spopadih, podpora žensk mirovne pobude in izvajanje mednarodnega humanitarnega prava in prava človekovih pravic, ki spoštuje pravice žensk in dekleta. Stranke v oboroženih spopadih je tudi pozval, naj sprejmejo ukrepe za zaščito žensk in deklet iz nasilja na podlagi spola, kot so posilstvo in druge oblike spolnih zlorab, in da spoštujejo humanitarno naravo begunskih taborišč in se potrebe žensk in deklet v njihovo oblikovanje. Resolucija poudarja odgovornost vseh držav za kazenski pregon odgovornih za zločine proti njim. Med procesom razorožitve, demobilizacije in reintegracije, različne potrebe ženskih in moških nekdanjih borcev je bilo treba upoštevati. Končno je bil generalni sekretar zahteval, da izvede študijo o vplivu oboroženih spopadov na ženske in dekleta, poroča o svojih ugotovitvah in o integraciji načela enakosti spolov v celoti v mirovnih misij Združenih narodov. Resolucija tudi poziva vse države, da v celoti spoštuje mednarodno pravo, ki se uporablja za pravice in zaščito žensk in deklet, zlasti obveznosti iz Ženevske konvencije iz leta 1949 in dodatnega protokola k sporazumu iz leta 1977, za begunce konvencije iz leta 1951 in protokola iz 1967, Konvencijo o odpravi vseh oblik diskriminacije žensk in njenega neobveznega protokola iz leta 1999, Konvencije o pravicah otrok in Izbirni protokol glede udeležbe otrok v oboroženih spopadih ter Izbirni protokol glede prodaje otrok , otroške prostitucije in otroške pornografije, naj upošteva, da provitions Rimskega statuta Mednarodnega kazenskega sodišča.